# Casa Italiana Zerilli-Marimò

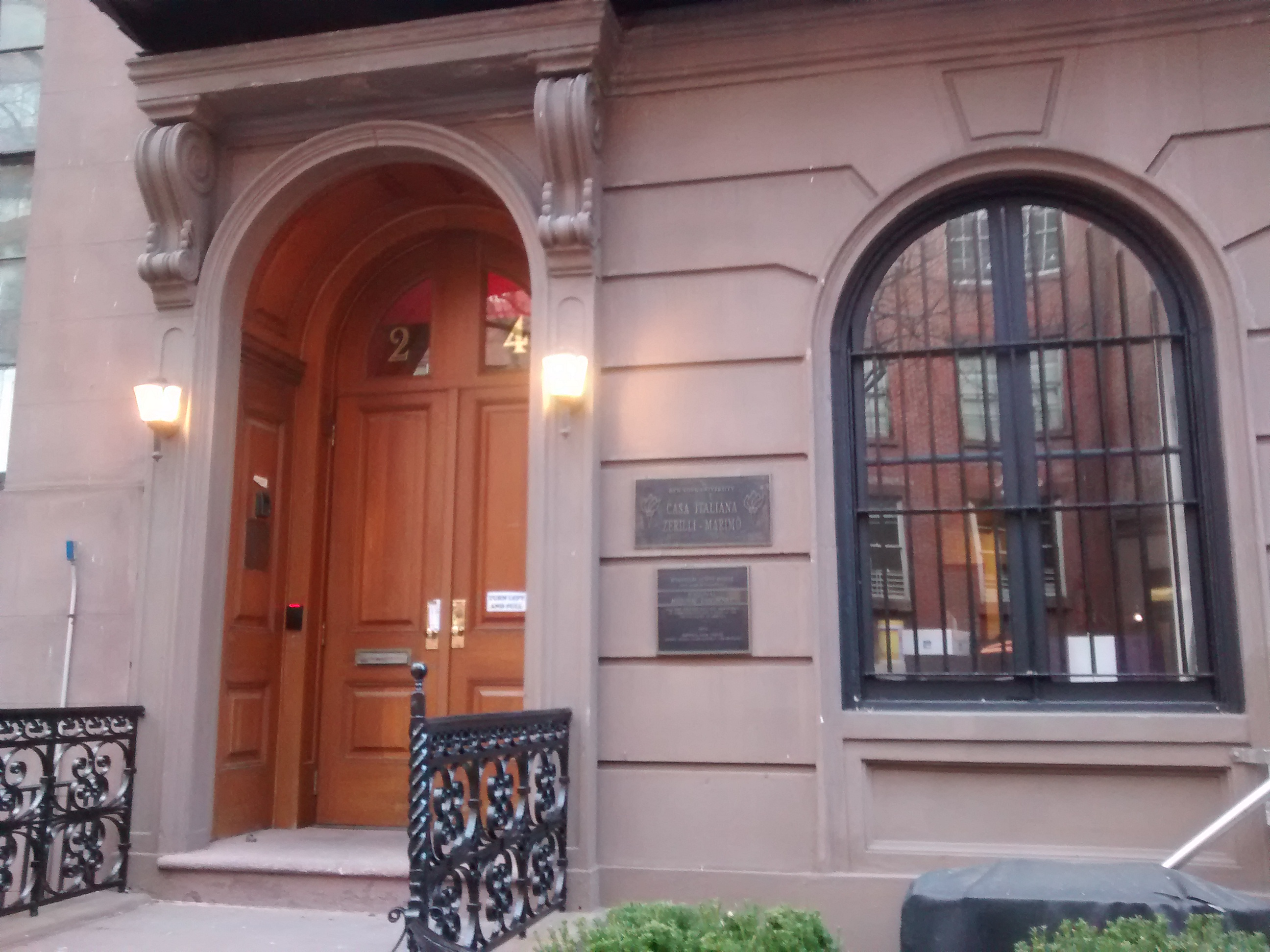
Casa Italiana Zerilli-Marimò

Casa Italiana Zerilli-Marimò, che si trova a Manhattan, divisione amministrativa della città di New York, è la sede degli studi d'italiano dell'Università di New York.

## Storia
Casa Italiana Zerilli-Marimò fu fondata nel 1990 in seguito a una donazione della baronessa Mariuccia Zerilli-Marimò, in memoria del marito Guido Zerilli-Marimò. La donazione consisteva nella cessione e nel completo restauro della casa di famiglia del XIX secolo nel Greenwich Village.

## Obiettivi e finalità
Casa Italiana Zerilli-Marimò è stata fondata con l'intento specifico di diffondere la cultura italiana al di fuori dei suoi confini nazionali. Il Centro offre eventi culturali pertinenti alla cultura italiana, tra cui mostre d'arte, concerti, conferenze, proiezioni di film, presentazioni letterarie e premi. Il piano terra funge da galleria d'arte.
Casa Italiana Zerilli-Marimò ospita e si impegna con artisti, studiosi e politici italiani, la cui presenza impegna nuovi punti di discussione, aprendo e incoraggiando il dialogo con gli americani sulla vita e la cultura italiana.
Casa Italiana collabora con centri e istituti italiani, sia pubblici che privati, sviluppando un programma di eventi culturali extrascolastici, abbracciando eventi letterari, musicali e artistici.

## Direttori
- Prof. Luigi Ballerini (1990 –1993)
- Prof. James Ziskin (1993 –1998)
- Prof. Stefano Albertini (1998 – ...)

## Premio Zerilli-Marimò / Città di Roma per la fiction italiana
Nel 1998 è stato istituito dalla baronessa Mariuccia Zerilli-Marimò il Zerilli-Marimò / City of Rome Prize for Italian Fiction che è stato assegnato fino al 2012 con la collaborazione tra gli altri del Department of Italian Studies della New York University e dell'Istituto Italiano di Cultura di New York. 

### Albo d'oro
- 1998 - Gianni Celati: Avventure in Africa
- 1999 - Marcello Fois: Sempre caro
- 2000 - Giorgio van Straten: Il mio nome a memoria[4]
- 2001 - Roberto Pazzi: Conclave
- 2002 - Alessandra Lavagnino: Le bibliotecarie di Alessandria
- 2003 - Silvia Bonucci: Voci d'un tempo
- 2006 - Valeria Parrella: Per grazia ricevuta
- 2008 - Milena Agus: Mal di pietre[5]
- 2010 - Helena Janeczek: Le rondini di Montecassino
- 2012 - Nicola Gardini: Le parole perdute di Amelia Lynd